# Macchi M.12
Il Macchi M.12 era un idrobombardiere biplano a scafo centrale prodotto in piccola serie dall'azienda italiana Aeronautica Macchi nei tardi anni dieci del XX secolo.

## Storia del progetto
L'M.12 venne sviluppato nel 1918 come idrovolante da bombardamento da destinare ai reparti aeronautici della Regia Marina durante la prima guerra mondiale. Il modello riprendeva lo schema utilizzato nei precedenti modelli, monomotore a scafo centrale con velatura biplana e galleggianti equilibratori, ma con misure ulteriormente più generose. Inoltre riproponeva la struttura interalare introdotta con il Macchi M.9 abbandonando i tradizionali montanti per uno schema a travatura Warren. La differenza maggiore, tuttavia, era nell'adozione di una configurazione a doppia trave di coda, ciascuna dotata di un proprio singolo impennaggio. Un M.12 venne iscritto alla terza edizione della Coppa Schneider, che si sarebbe disputata a Venezia tra 19 ed il 21 settembre 1920, ma non riuscì a concorrere alla gara.
In seguito venne realizzata una variante ad uso civile per il trasporto passeggeri e postale che assunse la designazione M.12bis, caratterizzata da uno scompartimento viaggiatori a cinque posti a sedere ed una diversa velatura con apertura alare di 18 m.

## Versioni
M.12
versione militare da bombardamento leggero.
M.12bis
versione civile a 5 posti, caratterizzata dall'adozione di una diversa velatura dalla maggiore apertura.

## Utilizzatori

### Militari
Italia
- Regia Marina